# Bur Blang Tenggulun
Bur Blang Tenggulun är ett berg i Indonesien.   Det ligger i provinsen Aceh, i den västra delen av landet, 1 500 km nordväst om huvudstaden Jakarta. Toppen på Bur Blang Tenggulun är 1 591 meter över havet, eller 69 meter över den omgivande terrängen. Bredden vid basen är 1,3 km.
Terrängen runt Bur Blang Tenggulun är huvudsakligen kuperad. Trakten runt Bur Blang Tenggulun är nära nog obefolkad, med mindre än två invånare per kvadratkilometer. I omgivningarna runt Bur Blang Tenggulun växer i huvudsak städsegrön lövskog.